# 昂熱·帕施尼克
昂熱·帕施尼克（1995年12月20日—）為拉脫維亞男子籃球運動員，場上主打大前锋與中鋒位置，現效力於台灣職業籃球大聯盟新竹御嵿攻城獅。

## 職業生涯
2017年6月22日，帕施尼克在2017年NBA选秀以第一輪第25順位被奥兰多魔术選中，後續费城76人於選秀日當天以2020年受保護首輪選秀權與次輪選秀權交易至奥兰多魔术，換取帕施尼克議約權。
2019年7月1日，费城76人放棄帕施尼克的議約權。10月16日，华盛顿奇才簽下帕施尼克。
2020年1月20日，华盛顿奇才以複數年簽下帕施尼克。
2021年11月9日，帕施尼克加盟西班牙篮球甲级联赛皇家貝迪斯。
2023年8月14日，帕施尼克加盟西班牙篮球甲级联赛帕倫西亞。
2024年8月12日，密尔沃基雄鹿以雙向合約簽下帕施尼克。10月21日，密尔沃基雄鹿裁掉帕施尼克。11月5日，帕施尼克加盟土耳其籃球超級聯賽托法斯。
2025年8月13日，帕施尼克加盟台灣職業籃球大聯盟新竹御嵿攻城獅，中文登錄名為「帕塞獅」。

## 外部連結
- 昂熱·帕施尼克在fiba.basketball（英语）
- 昂熱·帕施尼克在archive.fiba.com（存檔）（英语）
- 昂熱·帕施尼克在NBA官網（英语）
- 昂熱·帕施尼克在NBA G聯盟官網（英语）
- 昂熱·帕施尼克在歐洲籃球聯賽官網（英语）
- 昂熱·帕施尼克在西班牙篮球甲级联赛官網（球員）（西班牙语）
- 昂熱·帕施尼克在TBLStat.net（英语）
- 昂熱·帕施尼克在VTB聯賽官網（英语）
- 昂熱·帕施尼克在俄羅斯籃球協會官網（俄语）
- 昂熱·帕施尼克在法國籃球甲級聯賽官網（法语）
- 昂熱·帕施尼克在Basketball-Reference.com（NBA）（英语）
- 昂熱·帕施尼克在Basketball-Reference.com（NBA G聯盟）（英语）
- 昂熱·帕施尼克在Basketball-Reference.com（國際）（英语）
- 昂熱·帕施尼克在ESPN（NBA）（英语）
- 昂熱·帕施尼克在Eurobasket.com（球員）（英语）
- 昂熱·帕施尼克在Proballers（英语）
- 昂熱·帕施尼克在RealGM（球員）（英语）